# Пам-уайн
Пам-уайн (англ. palm-wine — музыка пальмового вина), также известная в Сьерра-Леоне как маринга (англ. maringa) — жанр африканской популярной музыки, появившийся, когда гитара впервые попала в руки жителей западноафриканских портов, таких как, например, Фритаун (в Сьерра-Леоне), Лагос (в Нигерии), Монровия (в Либерии), Аккра или Тема (в Гане), из рук португальских, испанских и карибских мореплавателей. Жанр представляет собой сплав традиционной западноафриканской и перенятой у моряков латиноамериканской музыки. Отмечаются также более уточнённые истоки жанра: калипсо и традиционная музыка Кру. Африканцы исполняли гитарную музыку на собраниях, где частенько употреблялось пальмовое вино, откуда и появилось название. Пам-уайн оказал влияние на многие жанры, особенно это касается хайлайф и сукус.
Первые записи в жанре были сделаны в период между 1925 и 1928 годами и принадлежат легендарной ганской группе Kumasi Trio, возглавляемой  Kwame Asare (Jacob Sam). Звездой жанра в Гане долгое время оставался племянник Kwame Asare Kwaa Mensah. В 1950-х Kwaa Mensah выпустил сотни 78-оборотных пластинок, а десятилетием позже его музыка (впрочем, как и многие его песни) была подхвачена десятками гитарных коллективов, играющих в жанре хайлайф, но к тому времени зенит его славы уже прошёл.

## Исполнители
Ранние знаменитости:
- Kumasi Trio
- Kwame Asare (Jacob Sam)
- Kwaa Mensah
- Ebenezer Calendar
- Francis McFoy (Famous Scrubbs)
- Irewolede Denge
- Tunde King
- Ayinde Bakare

К видным представителям жанра конца 1940-х и начала 1950-х относятся:
- Ambrose Adekoya Campbell
- Julius Araba
- Three Night Wizards
- Israel Njemanze

С конца 1950-х и в 1960-х появились:
- Fatai Rolling Dollar
- Soliman E. Rogie
- Thomas Osei Ampomah
- Daniel Amponsah (Koo Nimo)
- Okonkwo Asaa (Seven-Seven)
- John Ikediala
- Celestine Obiakor